# Зуль, Эккардт
Эккардт Зуль (нем. Eckardt Suhl, 20 апреля 1943, Гамбург, Германский рейх) — немецкий хоккеист (хоккей на траве), полузащитник. Олимпийский чемпион 1972 года. 

## Биография
Эккардт Зуль родился 20 апреля 1943 года в немецком городе Гамбург.
Играл в хоккей на траве за «Уленхорстер» из Гамбурга. В 1964 году стал чемпионом ФРГ по индорхоккею.
В 1968 году вошёл в состав сборной ФРГ по хоккею на траве на Олимпийских играх в Мехико и завоевал золотую медаль. Играл на позиции полузащитника, провёл 2 матча, мячей не забивал.
25 мая 1972 года удостоен высшей спортивной награды ФРГ — «Серебряного лаврового листа».
В 1972 году вошёл в состав сборной ФРГ по хоккею на траве на Олимпийских играх в Мюнхене и завоевал золотую медаль. Играл на позиции полузащитника, провёл 1 матч, мячей не забивал.
В 1965—1972 годах провёл за сборную ФРГ 47 матчей, в том числе 96 на открытых полях, 18 в помещении.